# Jone Amezaga
Jone Amezaga Martinez (Zalla, Vizcaya, España; 2 de enero de 2005) es una futbolista española. Juega de Delantero (fútbol)  en el Athletic Club de la Primera División de España.
Es campeona del mundo con la selección de España Sub-17, campeona de Europa Sub-19.

## Trayectoria
Jugó al fútbol desde muy pequeña en el Pauldarrak y ya desde muy pronto destacó por lo que con 12 años es reclutada por el Athletic Club. Debutó en el primer equipo a los 17 años en la segunda jornada de liga de la temporada 22-23, ante el Sporting de Huelva, en un partido que además ganaron (3-0) con un gol suyo a los 49 segundos de saltar al terreno de juego.

## Selección nacional
Ha sido campeona del mundo sub-17 y campeona de Europa sub-19 con la Selección Española.

## Clubes
| Club          | País   | Año           |
| ------------- | ------ | ------------- |
| Athletic Club | España | 2022-presente |